# Бахмут
Бахмут (на украински: Бахмут, ударение Ба̀хмут или Бахму̀т, между 1924 и 2016 – Артьо̀мовск, на украински: Арте́мівськ, на руски: Артёмовск) е град и административен център на Бахмутския район в Донецка област, Украйна. На 4 февруари 2016 г. Върховната Рада на Украйна потвърждава промяната на името на града, от Артьомовск на Бахмут. Преди 2020 година Бахмут е бил град с регионално значение. Намира се на река Бахмут на около 89 км от административния център на Донецка област Донецк. Население: приблизително 72 310 (за 2021 г.)
Бахмут е столица на Славяносърбия, създадена от сръбски преселници от Австрия. През 1920–24 г. градът е административен център на Област Донец на Украинската ССР.
Намира се в часова зона UTC+2. Основан е през 1571 г от Цар Иван Грозни, а получава статут на град през 1783 г.

## История
Има данни за заселване на града още през 1556 г. Официално обаче се споменава през 1571 г. като разположен в устието на река Черни Жеребец и наречен Бахмут на река Бахмут (приток на Северски Донец). Първоначално селището е граничен пункт, а по-късно е превърнато в укрепление. Смята се, че името произлиза от татарското име Махмуд или Махмет. Историята на града преди 18 век е оскъдна. През 1701 г. Петър I заповядва да се построи крепост на това място и да се превърне съседната слобода (свободно село) в град Бахмут. Крепостта е завършена през 1703 г. По това време тя наброява 170 души. През 1704 г. Петър Велики издава удостоверение на украинските казаци да се заселят на река Бахмут и да добиват сол. Населението на града се увеличава два пъти и градът е приписан към Изюмския полк (провинция на Слободска Украйна).
През есента на 1705 г. отряд казаци, начело с атаман Кондрати Булавин превземат Бахмутските солни мини, което по-късно превръща града в един от центровете на Булавинското въстание и държи града до 7 март 1708 г., когато е превзет от правителствени войски. От 1708 г. до 22 април 1725 г. Бахмут се намира в област Азов, а на 29 май 1719 г. става административен център на провинция Бахмут в рамките на губернаторството. От 1753 до 1764 г. е главен град на славяно-сръбската територия, обитаван от колонисти от Сърбия и от други места.
През 1783 г. Бахмут получава статут на град в рамките на Екатеринославска губерния (Новоросийска губерния). През това време в града има 49 къщи, пет фабрики за тухли, свещи и сапун. В града има около 150 магазина, болница и три училища: два частни пансиона за деца на богати родители и неделно училище за деца на работници. Бахмут е имал и голям търговски център. Там два пъти годишно, на 12 юли (Денят на апостолите Петър и Павел) и 21 септември (Денят на Рождество на Пресвета Богородица), се провеждат големи панаири. Годишният оборот на града е бил около 1 милион рубли. На 2 август 1811 г. е одобрена градската емблема. През 1875 г. е монтирана водопроводна система.
На 25 януари 1851 г. градът става община, с кмет Василий I Першин. През 1876 г. в басейна на Бахмут са открити големи находища на каменна сол, което е последвано от бързо нарастване на броя на мините, като производството на сол достига 12% в цялата страна. След изграждането на железопътния маршрут Харков-Бахмут-Попасная е имало предприятие за производство на алабастър, гипс, тухли, плочки и калцинирана сода. В началото на ХХ век градът развива металообработването. До 1900 г. в града има 76 малки промишлени предприятия, в които работят 1078 работници, както и четири солни мини, в който работят 874 работници. През 1900 г. улиците са павирани. До 1913 г. населението наброява 28 000 души. Има две болници с 210 легла, четири средни и две професионални училища, шест еднокласни училища, четири енорийски училища и частна библиотека.
През април 1918 г. войски, лоялни на Украинската народна република, поемат контрола над Бахмут.
На 27 декември 1919 г. в града се установява съветската власт. През 1923 г. има 36 предприятия, включително фабрика „Победа на труда” (бивша фабрика за гвоздеи), фабрика „Светкавица”, произвеждаща отливки за селското стопанство, както и фабрики за тухли, керемиди и алабастър; мини за добив на сол "Карл Либкнехт и Свердлов", "Шевченко" и "Бахмутска сол"; и фабрика за обувки. От 16 април 1920 г. до 1 август 1925 г. Бахмут е административен център на Донецка губерния.
През 1924 г. името на града е променено от Бахмут на Артемовск, в чест на Фьодор Сергеев Артьом, руски болшевишки (комунистически) революционен деец, който живее и работи в града в първите години на революцията. През 1938 г. Кирил Москаленко е първи секретар на Общинския комитет на комунистическата партия. През 1941 г. Василий Пантелеевич Прокопенко е първи секретар на Градския комитет на комунистическата партия.
От 31 октомври 1941 г. до 9 май 1943 г. германски войски окупират Артемовск под командването на фон Зобел. Под окупация през 1941 г. Николай Михайлович Жоров е секретар на нелегалния Градски партиен комитет.
В началото на 1942 г., по време на нацистката окупация, германската айнзацгрупа C отвежда около 3000 евреи от града в шахта на мина на два километра извън града и стреля в тълпата, убивайки няколко души; тогава германците зазидат тунела, задушавайки всички вътре. 
През 1961 г. Кузма Петрович Головко става първи секретар на Градския партиен комитет, следван от Иван Малюкин през 1966 г., Николай С. Таган през 1976 г. и Юрий К. Смирнов от 1980 до 1983 г. От април 1990 г. до 1994 г. Алексей Рева е председател на градския съвет и е избран за кмет през 1994 г. 
През януари 1999 г. благотворителна еврейска фондация в Бахмут, градският съвет и винарна, открита на мястото през 1952 г., откриха мемориал в памет на жертвите на масовото убийство през 1942 г. Мемориалът е вграден в скална стена в старата мина, където се събира вода, и е наречен „Стената на плача“ за убитите евреи от Бахмут. 
По време на проруските вълнения в Украйна през 2014 г. бойците на Донецката народна република обявиха града за част от републиката от проруски сепаратисти. Градът в крайна сметка беше възстановен от украинските сили на 7 юли 2014 г., заедно с Дружковка.
На 15 май 2015 г. президентът на Украйна Петро Порошенко подписва законопроект, който поставя началото на шестмесечен период за премахване на комунистически паметници и задължително преименуване на населени места с име, свързано с комунизма.
На 23 септември 2015 г. градският съвет гласува за преименуването на града обратно на Бахмут (за - 31, против - 8, въздържали се - 3, не гласували - 3). Окончателното решение е взето от Върховната рада (Националният парламент на Украйна) на 4 февруари 2016 г.
По време на битката за Бахмут е напълно разрушен през 2023 г. (виж битката за Бахмут).

### Промяна на името
- 1571 – 1924 г. Бахмут
- 1924 – 1941 г. Артьомовск/Артемовск (Артемовск до 1930 г.)
- 1942 – 1943 г. Бахмут
- 1943 – 1992 г. Артьомовск/Артемовск
- 1992 – 2016 г. Артемовск
- 2016 – понастоящем Бахмут

## Демографски данни
Към 1 юни 2017 г. населението на Бахмут е 75,9 хиляди души. 
Според украинското преброяване от 2001 г., по-голямата част от жителите са етнически украинци и говорят руски като първи език: 

### Етническа принадлежност
- украинци	69,4%
- руснаци	27,5%
- беларуси	0,6%
- арменци	0,3%
- роми	0,2%
- евреи	0,2%

### Език
- Руски	62%
- украински	35%
- арменски	0,19%
- ромски	0,15%
- беларуски	0,10%

## Икономика
От 1951 г. в града се намира Европейската винарна Бахмут. Солната мина Артьомсол се намира в предградието Соледар, което има най-голямото подземно помещение в света. Достатъчно голям е, че вътре е плавал балон с горещ въздух, преди са свирили симфонии и са се провеждали едновременно два професионални футболни мача. Той е достатъчно голям, за да побере Нотр Дам.

## Транспорт
През Бахмут минават магистралите Харков - Ростов и Донецк - Киев. Градовете Часов Яр и Соледар са включени в община Бахмут. В града има изградена система за обществен транспорт, състояща се от мрежа от тролейбуси и автобуси.

## Образование
В града има 20 училища (11 600 ученика), 29 детски градини (3 500 деца), 4 професионални училища (2 000 ученика), 2 техникуми (6 000 ученици) и няколко музикални училища. 
След избухването на войната в Донбас през 2014 г. Хорловският институт за чужди езици е евакуиран и работи в Бахмут.